# MP Motorsport
MP Motorsport is een Nederlands race-team dat uitkomt in de FIA Formule 2, de FIA Formule 3, Eurocup-3, Spaans F4 en de F1 Academy. 
In het Formule 2 2022 seizoen heeft het team voor het eerst het constructeur en rijders kampioenschap gewonnen. Dat gebeurde met Braziliaans coureur Felipe Drugovich

## Achtergrond
MP Motorsport werd opgericht in 1995. Destijds nam het team deel aan de Benelux en de Nederlandse Formule Ford.
In 2003 stapte het team over naar de Formule Renault 2.0, in zowel de Eurocup als de Nederlandse Formule Renault. MP Motorsport maakte indruk tijdens haar debuut in de Eurocup Formule Renault 2.0 in 2008, door direct met een overwinning aan de haal te gaan met de Nederlandse coureur Paul Meijer in Spa Francorchamps. Het team groeide nadien uit tot een van de topteams in de Formula Renault 2.0 categorie en behaalde successen met rijders zoals Daniël de Jong, Oliver Rowland, Jordan King, Andrea Pizzitola, Nigel Melker en Will Stevens.
In 2011 ging het team ook in de Auto GP rijden. In 2012 reed het team in de Auto GP, de Eurocup Formule Renault 2.0 en de Formule Renault 2.0 NEC.
In december 2012 werd bekend dat MP Motorsport in 2013 ook gaat deelnemen aan de GP2 Series, dit door het startbewijs van Scuderia Coloni over te nemen. In haar eerste seizoen in de GP2 Series scoorde MP Motorsport twee podiumposities, een tweede plaats in Monaco en eveneens een tweede positie in Abu Dhabi. In 2014 scoorde de Deen Marco Sorensen de eerste GP2 zege voor het Nederlandse team op het circuit van Sochi in Rusland.
Ook actief dit seizoen: Bedrin (AIX), Sagrera (AIX), Slater (AIX)